# Tadeusz Motowidło
Tadeusz Motowidło (ur. 21 lipca 1952 w Trójczycach) – polski polityk, technik górnictwa, poseł na Sejm IV, V i VI kadencji, działacz związkowy.

## Życiorys
Ukończył Zespół Szkół Techniki Górniczej. Przez wiele lat był zatrudniony w Kopalni Węgla Kamiennego Zofiówka w Jastrzębiu-Zdroju. Pozostawał etatowym pracownikiem Związku Zawodowego Górników. Od 1975 do rozwiązania należał do Polskiej Zjednoczonej Partii Robotniczej. W wyborach samorządowych w 1998 został wybrany na radnego Jastrzębia-Zdroju z listy Sojuszu Lewicy Demokratycznej.
W 2001 i 2005 uzyskiwał mandat poselski z rekomendacji SLD w okręgu rybnickim. W wyborach parlamentarnych w 2007 po raz trzeci został posłem, kandydując z listy koalicji Lewica i Demokraci i otrzymując 17 087 głosów. W kwietniu 2008 przystąpił do klubu Lewica, który we wrześniu 2010 przemianowany został na klub SLD. W 2011 nie uzyskał poselskiej reelekcji.